# Реджоло
Реджоло (на италиански: Reggiolo, на местния диалект Rezōl) е град и община в провинция Реджо Емилия‎ в регион Емилия-Романя‎, Италия с 9403 жители (към 31 декември 2011).

## Личности
В Бондено ди Ронкоре (Bondeno di Roncore), както се наричал тогава Реджоло, на 24 юли 1115 г. умира Матилда Тосканска, господарката на замък Каноса. Къщата, в която умира Матилда днес е обитаема селска къща и затова достъпът в нея не е допуснат.
В Реджоло е роден футболистът Карло Анчелоти.